# Homalomena moffleriana
Homalomena moffleriana är en kallaväxtart som beskrevs av Thomas Bernard Croat och Michael Howard Grayum. Homalomena moffleriana ingår i släktet Homalomena och familjen kallaväxter. Inga underarter finns listade.